# František Kvapil (básník)

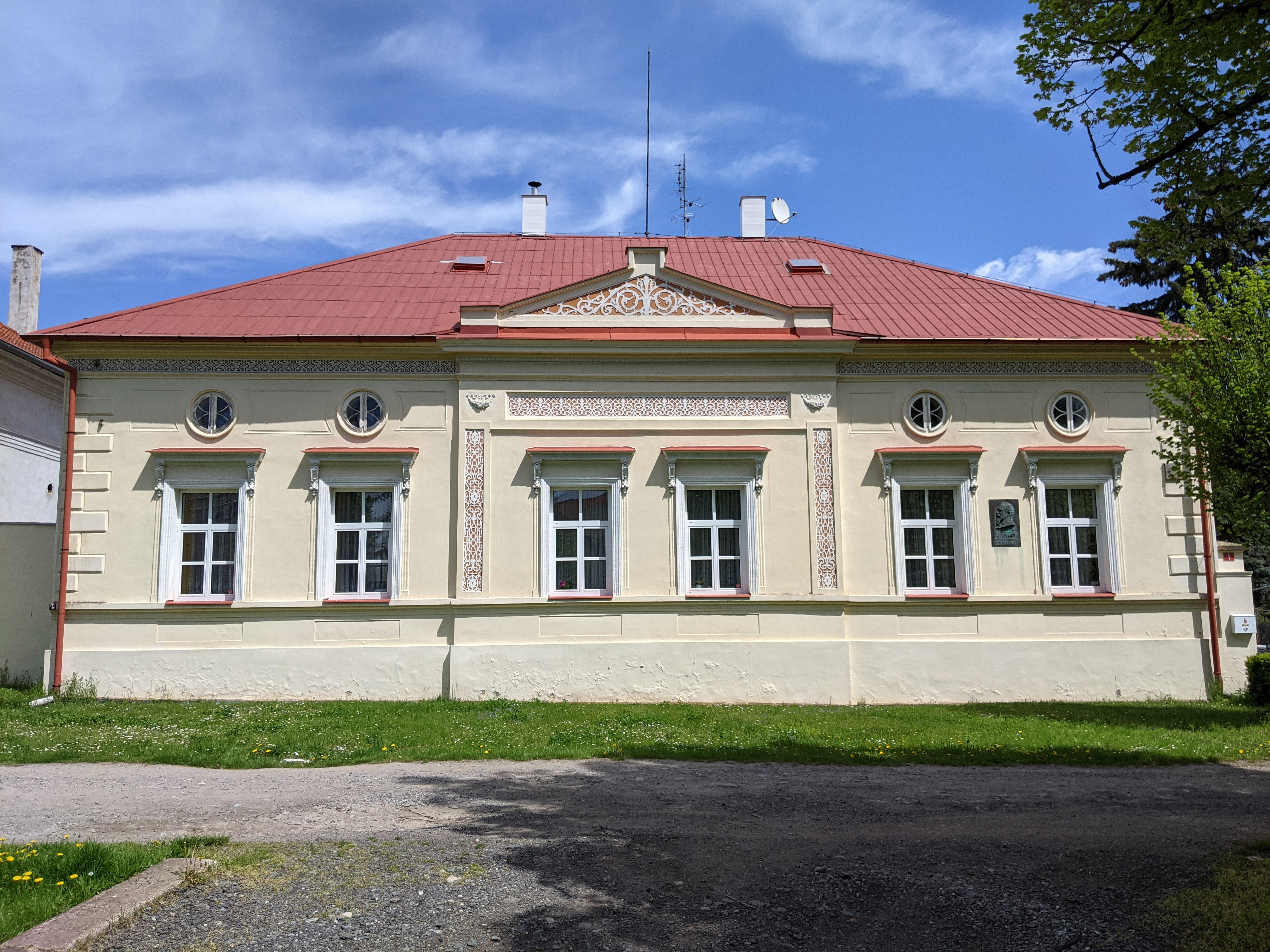
Kvapilův rodný dům ve Žheřích s pamětní deskou

František Kvapil (15. února 1855 Žhery u Českého Brodu – 19. října 1925 Praha) byl český úředník, básník a překladatel, především z tehdejší moderní polské literatury.

## Životopis
Narodil se v rodině rolníka Václava Kvapila (1800) a Marie Kvapilové Novákové. Měl, kromě mrtvě narozeného dvojčete, dva vlastní sourozence sestry Barboru (1857–1857), Antonii (1864) a šest nevlastních sourozenců z prvního manželství otce s Annou Novotnou (1808/1809–1851): Josefu (1829), Jana (1836), Kateřinu (1838), Marii (1840), Annu (1842) a Václava (1847–1908).
Studoval filosofii na Filozofické fakultě Univerzity Karlovy v Praze, ale studia nedokončil a později se vzdělával v Paříži. Již za svých studentských let se intenzivně věnoval překladům z polštiny, např. povídek a básní Józefa Ignacy Kraszewského nebo divadelních her a tvorbě vlastní poezie.
Roku 1880 se oženil s Boženou Justovou, se kterou měl dvě děti – Ilju a Boženu (1884) akademickou malířku. V letech 1880–1883 pracoval jako profesor na gymnáziu. Roku 1895 se stal tajemníkem Českého zemského muzea.Po svém penzionování se věnoval výhradně literární a překladatelské činnosti. Publikoval řadu časopiseckých článků o slovanských literaturách.

## Dílo
Významné jsou překlady z polštiny (Kraszewski, Asnyk aj., rozsáhlá antologie Polská moderní poesie) a podrobné studie o slovanských literaturách. Jeho nejvýznamnějším dílem je cyklus epických básní Zpěvy knížecí, v němž přepracovává ruské byliny v parnasistním stylu, napodobujícím především Victora Huga. Dalším významným dílem je lyrická sbírka Zaváté stopy. Vydal několik lyrických sbírek v bibliofilské grafické úpravě, např. Květy na sněhu. Směrově příslušel k parnasismu. V původní poezii byl v mnohém pouhým epigonem Jaroslava Vrchlického, nicméně jako překladatel a literární vědec byl ve své době velmi oceňován.
Z jeho prozaického díla jsou zajímavé memoáry Životem k idealu: literární vzpomínky a skizzy z roku 1900 a čtivá kniha Ženy a milenky slovanských básníků, vydaná roku 1893, v níž se věnoval múzám ruských, polských a jihoslovanských spisovatelů, např. Puškina, Kraszewského, Slowackého, Repnina, Potockého nebo France Prešerena.

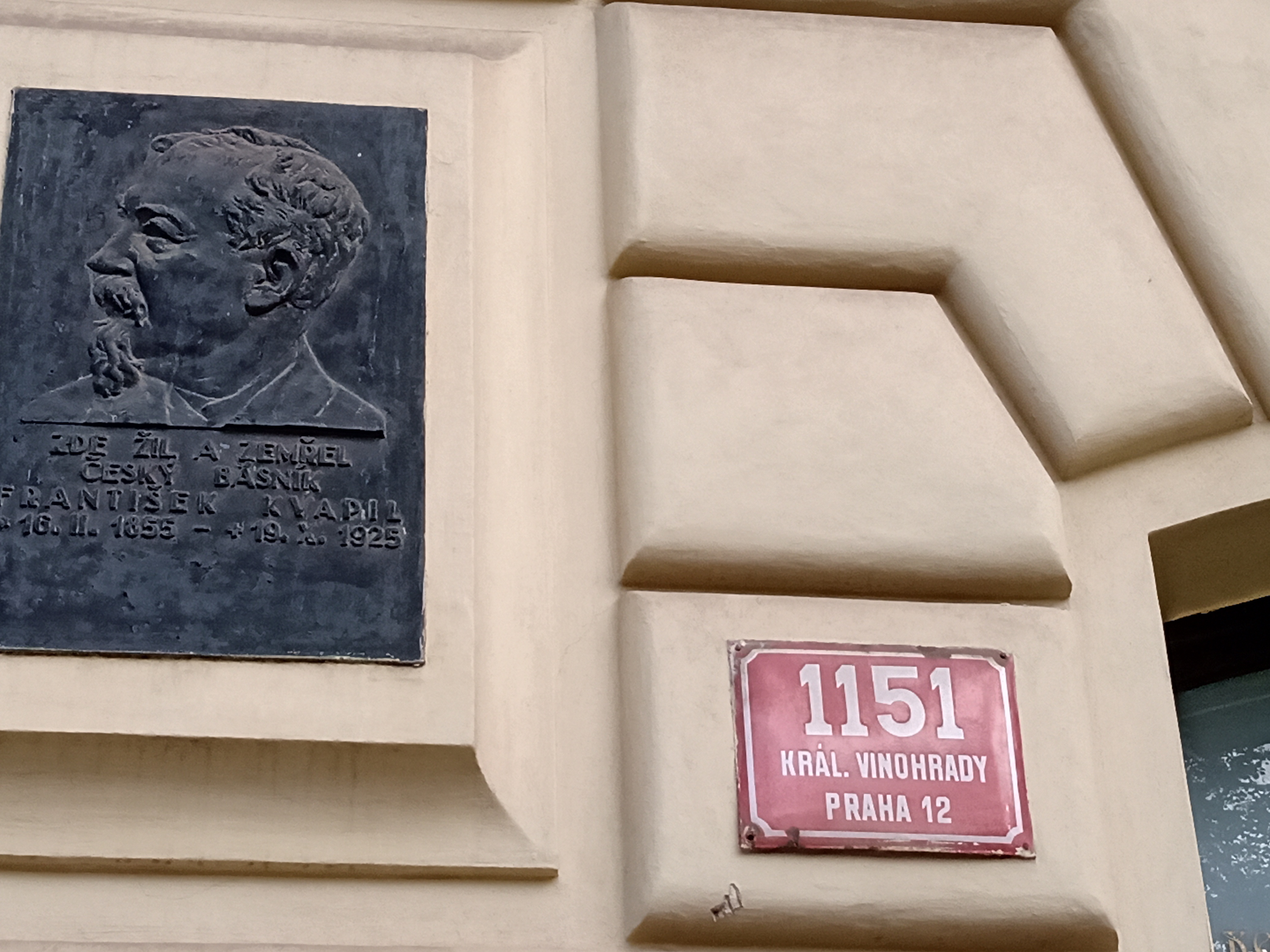
Pamětní deska na domě v Korunní ulici v Praze

Bydlel na Novém Městě v Koubkově ulici čp. 1848/7. Později pak bydlel s manželkou Boženou a dvěma dětmi – Iljou a Boženou na Královských Vinohradech v Korunní ulici čp. 1151/67 na dnešním území Prahy 3. Na domě je umístěna jeho pamětní deska.
Jeho pozůstalost je uložena v Podlipanském muzeu v Českém Brodě.     